# 脇役
脇役（わきやく）とは、映画・テレビドラマ・舞台・演劇などで、主役に副次的に関わる役のこと。
脇役にも様々なタイプがあり、主役やそれ以外の主要な登場人物を継続的に助演する役もあれば、連続ドラマなどで特定の回だけ登場したり不定期に登場する役、映画などで1シーンのみ登場する役、ストーリーへの関与は少ないがセミレギュラーやレギュラーとして一定以上の頻度で登場する役などもある。
大物俳優が脇役を演じる場合には、脇役とは呼ばずにゲスト出演と言い換えることがある。ただし、1回きりの非常時出演者全員をまとめてゲスト出演という言い方にすることもあるので、大物ゲストの場合は特別に、スペシャルゲストや特別出演・友情出演などと言い換えることもある。
映画もドラマも演劇も主役一人で演じるものではなく、主役を引き立てる周りの脇役の存在があって初めて成立するものであり、上手く主役を引き立てつつ見る者の印象に残る脇役は特に「名脇役」と呼ばれる。また、多くのテレビドラマなどに出演し人気のある脇役メインの俳優を指す際に、「脇役」という表現を避け、「バイプレーヤー（byplayer）」（和製英語）と言う場合がある。